# 竹原慎二

竹原 慎二（たけはら しんじ、1972年1月25日 - ）は、日本の元プロボクサー、現在はタレント、YouTuber、株式会社カンピオーネ代表取締役社長、竹原慎二&畑山隆則のボクサ・フィットネス・ジム会長、広島県府中町PR大使。所属事務所はオーバーレコード／太田プロダクション。広島県安芸郡府中町出身。身長186cm、体重86kg、血液型A型。元WBA世界ミドル級王者。
1995年に、日本人で初めてミドル級世界王座を獲得した。また、東洋人としてはセフェリノ・ガルシア（フィリピン）以来５6年ぶり2人目の世界ミドル級王者となった。
青森山田高等学校通信制卒業。

## 来歴

### プロデビュー前
中学時代は柔道部に在籍し、団体戦で郡大会優勝を経験。その一方で喧嘩にも明け暮れ、暴走族にも入る不良時代を過ごし、あまりの素行不良から地元では「広島の粗大ゴミ」と呼ばれていた。中学卒業後、就職するも仕事は長続きせず、様々な職業を転々とした。1988年9月9日にプロボクサーを目指して上京。
当時、協栄ボクシングジムに間借りしていた沖ボクシングジムに入門する。上京後は内装の会社に就職。ボクシングで生計が立つまで同社で働いた。同社社長には非常に感謝しており、世界チャンピオン獲得時には社長をリング内に上げている。

### プロボクサー時代
1989年5月15日の但野正雄戦でプロデビュー。4回KO勝ちを収め、デビュー戦を白星で飾る。平山起代治に2度連続でKO勝ちし、北田義治を1RKOで下すと、同年12月23日の東日本新人王決定戦に出場。ビニー・マーチンを6R判定で下し、第46代東日本ミドル級新人王になる。翌1990年2月18日に、徳田晴久を2RKOで下し第36代全日本ミドル級新人王になる。同年11月26日には朴健洙（韓国）を相手に初国際戦を経験し、1RKO勝ちする。

### 日本王座獲得
1991年10月28日、王者・西條岳人に7RKO勝ちし第41代日本ミドル級王者になる。後に東洋太平洋ライトヘビー級王者になる寺地永を2RKOで下し初防衛を果たすと、真田雄一（西澤ヨシノリ）とビニー・マーチンそれぞれを10R判定で下し、3度の防衛を果たして王座を返上した。

### 東洋太平洋王座獲得
1993年5月24日、李成天（韓国）に12RKO勝ちし東洋太平洋ミドル級王座を獲得。同年11月22日にニコ・トリリ（インドネシア）を6RTKOで倒して初防衛を果たしたのを皮切りに、1度のノンタイトル戦を挟んで6度王座を防衛した。95年9月12日に6度目の防衛戦で李成天と再戦を行った。8Rに左フックの相打ちでダブルノックダウンがあったが竹原が3-0の判定で防衛した。

### 世界王座獲得
1995年12月19日、後楽園ホールでWBA世界ミドル級王者ホルヘ・カストロ（アルゼンチン）に挑んだ。試合は3回、竹原が左ボディブローでこれまでダウン経験のない王者からダウンを奪う。ダウンから立ち上がった後は一進一退の攻防が続き、終始打ちつ打たれつの激戦が展開されたまま試合は終了。判定の結果、3-0で竹原が勝利し、日本人初の世界ミドル級王者となった。

### 世界王座初防衛戦
1996年6月24日、横浜アリーナでWBA世界ミドル級1位のウィリアム・ジョッピー（米国）との指名試合に臨む。試合は初回から竹原の力み過ぎが目立ち、挑戦者の右をまともに浴びた王者が手をキャンバスに付くダウン。その後も出色のスピードを誇るジョッピーに終始ペースを握られる。迎えた9回2分29秒、挑戦者が連打で王者をコーナーに追い詰めたところでレフェリーストップ。6か月で世界王座から陥落した。その後網膜剥離が判明。引退を余儀なくされた。

### 引退後
引退後芸能界入りし、タレント活動を始めるが初めの頃は仕事に恵まれず、日焼けサロンなどのアルバイトで生計を立てていた。イタリア料理店を経営していた時期もあり、後述の『ガチンコ!』の時期にも携わっていた。
2000年、TBSのバラエティ番組『ガチンコ!』のメイン企画『ファイトクラブ』にコーチとして参加した。同企画は不良と言われる若者をボクシングを通じて更生させ、プロボクサーに育て上げるというもので、約3年間続いた。竹原は彼らにスパルタ指導を行い、その間に12人の参加者がプロテストに合格。
その中の、斉藤一平と梅宮哲は後に俳優になった。同年に、『ガチンコ!』での発言「お前ら弱い世界じゃ強いじゃろうが、強い世界じゃ下の下じゃ（ゲのゲじゃ）」を歌詞に入れたラップCD『下の下のゲットー』を通信販売。これにより人生が一変したといえるほどの人気を得た。
2001年2月ガッツファイティングにて当時の日本ミドル級王者鈴木悟とスパーリング含む引退セレモニーを行った。
2002年7月1日、元WBA世界スーパーフェザー級、同世界ライト級王者の畑山隆則とともに、東京都新宿区にT&H竹原慎二&畑山隆則のボクサ・フィットネス・ジムを開く。
2005年1月21日、テレビドラマ『特命係長 只野仁』にヤクザ役でゲスト出演。主役の只野役の高橋克典と1対1の対決シーンを演じた。同年3月には、青森山田高等学校通信課程を卒業。
2006年、Yahoo! JAPAN内のウェブマガジン「月刊チャージャー」に『竹原慎二のボコボコ相談室』の連載を開始。50 - 60万アクセスを記録する。相談室の名に似つかわしくない極めて辛辣な回答が人気を集める一方でいじめなどに関して過激な発言もあり、掲示板などで度々物議を醸していた。
2006年10月から2007年3月までサンテレビで放送された音楽番組『VIVA!温故知新』でパーソナリティを務めた。また『週刊ヤングサンデー』で連載された「タナトス 〜むしけらの拳〜」（作画:落合裕介）の原案を手がけ、後に映画化される。
2007年3月29日から、竹原慎二オフィシャルブログを開始。
2014年、前年から血尿などの体調不良があり精密検査を受けた結果、膀胱癌が判明。リンパ節への転移も見付かるほど病状が悪化。医師から「5年の生存率は40％」と診断されたほどだが手術・抗がん剤などの治療を経て、現在は通院を続けながら経過観察中。その様子が11月21日・TBS系で放送の「爆報! THE フライデー」で紹介された。
2015年よりジム運営・タレント活動を再開し、現在に至る。

## 戦績
- プロボクシング: 25戦 24勝 18KO 1敗

| 戦           | 日付           | 勝敗 | 時間     | 内容    | 対戦相手               | 国籍                 | 備考                                       |
| ------------ | -------------- | ---- | -------- | ------- | ---------------------- | -------------------- | ------------------------------------------ |
| 1            | 1989年5月15日  | ☆    | 4R       | KO      | 但野正雄               | 日本（宮田）         | プロデビュー戦                             |
| 2            | 1989年7月17日  | ☆    | 2R       | KO      | 平山起代治             | 日本（金子）         | 1989年東日本ミドル級新人トーナメント予選   |
| 3            | 1989年9月18日  | ☆    | 1R       | KO      | 平山起代治             | 日本（金子）         |                                            |
| 4            | 1989年11月10日 | ☆    | 1R       | KO      | 北田義浩               | 日本（ヨネクラ）     | 〃                                         |
| 5            | 1989年12月23日 | ☆    | 6R       | 判定    | ビニー・マーチン       | ガーナ（角海老宝石） | 1989年東日本ミドル級新人トーナメント決勝戦 |
| 6            | 1990年2月18日  | ☆    | 2R       | KO      | 徳田晴久               | 日本（JA加古川）     | 1989年全日本ミドル級新人王決定戦           |
| 7            | 1990年7月30日  | ☆    | 10R      | TKO     | 横崎哲                 | 日本（オサム）       |                                            |
| 8            | 1990年11月26日 | ☆    | 1R       | KO      | 朴健洙                 | 韓国                 |                                            |
| 9            | 1991年2月18日  | ☆    | 1R       | TKO     | 鈴木智男               | 日本（宇都宮）       |                                            |
| 10           | 1991年7月15日  | ☆    | 4R       | KO      | 柏原二郎               | 日本（姫路木下）     |                                            |
| 11           | 1991年10月28日 | ☆    | 7R       | KO      | 西條岳人               | 日本（サカエ）       | 日本ミドル級タイトルマッチ                 |
| 12           | 1992年2月17日  | ☆    | 2R 2:47  | KO      | 寺地永                 | 日本（陽光アダチ）   | 日本王座防衛1                              |
| 13           | 1992年5月17日  | ☆    | 10R      | 判定    | 真田雄一               | 日本（ヨネクラ）     | 日本王座防衛2                              |
| 14           | 1992年8月17日  | ☆    | 10R      | 判定3-0 | ビニー・マーチン       | ガーナ（角海老宝石） | 日本王座防衛3                              |
| 15           | 1993年2月15日  | ☆    | 5R       | KO      | 横崎哲角               | 日本（オサム）       |                                            |
| 16           | 1993年5月24日  | ☆    | 12R 2:38 | KO      | 李成天                 | 韓国                 | OPBF東洋太平洋ミドル級王座決定戦           |
| 17           | 1993年11月22日 | ☆    | 6R       | TKO     | ニコ・トリリ           | インドネシア         | OPBF防衛1                                  |
| 18           | 1994年2月21日  | ☆    | 1R 1:52  | KO      | ノリ・デ・グイア       | フィリピン           |                                            |
| 19           | 1994年6月12日  | ☆    | 7R       | TKO     | アレックス・トゥイ     | オーストラリア       | OPBF防衛2                                  |
| 20           | 1994年9月18日  | ☆    | 12R      | 判定    | 李鉉植                 | 韓国                 | OPBF防衛3                                  |
| 21           | 1994年12月19日 | ☆    | 7R       | KO      | クレイグ・トロッター   | オーストラリア       | OPBF防衛4                                  |
| 22           | 1995年4月17日  | ☆    | 1R       | KO      | 朴永基                 | 韓国                 | OPBF防衛5                                  |
| 23           | 1995年9月12日  | ☆    | 12R      | 判定    | 李成天                 | 韓国                 | OPBF防衛6                                  |
| 24           | 1995年12月19日 | ☆    | 12R      | 判定3-0 | ホルヘ・カストロ       | アルゼンチン         | WBA世界ミドル級タイトルマッチ              |
| 25           | 1996年6月24日  | ★    | 9R 2:29  | TKO     | ウィリアム・ジョッピー | アメリカ合衆国       | WBA王座陥落                                |
| テンプレート |                |      |          |         |                        |                      |                                            |

## 逸話
- 引退後の25歳で結婚。現在は2人の子を持つ父親でもある。病気になる前はひどい旦那だったと述べられているが闘病中に妻にサポートしてもらったことで感謝するようになったという[14]。
- 『ガチンコ!』では教育的指導やボクシングという建前で相手を殴ったりすることもあったがプライベートでは「流石に元格闘家だけに一般人の相手をなぐることはしなかった」と述べている。ただし度を越して問題があった場合はその限りではなく、そのときは殴ったこともあったという[15]。
- 実父の竹原三郎は広島でボクシングジムを、実母は焼肉店三甲を経営している。
- 通った府中小学校は宇梶剛士（2年まで）、吉川晃司の出身校でもある[16]。小・中学校と柔道部に所属。喧嘩では柔道技をかなり使ったと語っている。
- 大の犬好きで、現役時代はペットショップで犬を見てから試合会場に向かっていた。フレンチブルドッグの愛犬コロンを自身のブログに載せたり一緒にテレビ出演するほど長年可愛がっていたが、2020年7月10日に永眠[17]。
- 徳光和夫がMCを務める番組に出演経験がある[18]
- 吉川晃司のことをアニキと呼んでいる[19]。
- 中学校の頃から、近隣の中学校の番長クラス3人の名字前に「たけ」が共通してついており、3人合わせて「三たけ（さんたけ）」と呼ばれていた。[3]
- 浅野ゆう子のファン[20]。

## 出演

### テレビ
- 孤独のグルメ 大晦日スペシャル～食べ納め！瀬戸内出張編～（2017年12月31日　テレビ東京） - みっちゃん1人客
- ワンわんワンダフル（2021年 - 、テレビ新広島）
- ガチンコ〜ファイトクラブ〜（2002年頃）

### 配信ドラマ
- 夢で会えても LINE VISION（2020年、監督：岩井俊二） - 刑事
- 湯道への道（2022年、Amazon prime） - 織田信長
- 欲望の街（2023年、U-NEXT独占配信） - 沖田隼人（権藤厳一郎のボディガード）

### ウェブテレビ
- 亀田興毅に勝ったら1000万円（2017年5月7日、AbemaTV） - 解説[21]

### CM
- 平成30年7月豪雨復興 応援メッセージ 政府広報（2019年）
  - 竹原慎二（広島県）単独バージョン
  - 桜井日奈子（岡山県）、眞鍋かをり（愛媛県）と共演バージョン
- 太陽光発電・蓄電池のNOSCOライフネットサービス（2021年）※イメージキャラクター

### 映画
- 実録外伝 武闘派黒社会（1999年9月10日） - 黄
- 新・空手バカ一代 格闘者（2003年4月19日）
- SUPPINぶるうす ザ・ムービー（2004年5月15日） - 土方隊長
- 逢えてよかった（2011年3月26日）
- タナトス（2011年9月10日、原案：竹原慎二）
- ファイティング オカン（2011年11月5日） - 風間亮（ジムトレーナー）
- MOON DREAM（2013年6月29日） - 殺し屋
- 鷲と鷹（2014年5月24日）
- ハッピーランディング（2015年6月6日） - 本人役
- アンダードッグ（2020年11月27日、東映ビデオ、監督：武正晴）[22]
- アキラとあきら（2022年8月26日公開）[23]

### Vシネマ
- 新・日本の首領 - 安田誠一（弁護士）
- 溝鼠VS.毒蟲（2009年）全2作 - 主演・鷹場
- もう一つの柳川組 木槿(ムクゲ)の花（2009年）
- 白竜（2009年 2010年） - 清流一家総長 堀内信之助
  - 白竜7〜白竜暗殺計画〜（2009年）
  - 白竜8〜六本木侵攻〜（2010年）
- ドラゴン（2010年）

### オリジナルビデオ
- 世紀の快挙（1996年4月19日、ポニーキャニオン）※ホルヘ・カストロを大差の判定で破った残るタイトル・マッチをノーカット完全収録

## 書籍

### 著書
- 竹原スタイル―奇跡を起こす人になれ（2000年9月1日、河出書房新社）ISBN 978-4309264295
- 竹原スピリッツ―奇跡はすでに始まっている（2002年8月1日、河出書房新社）ISBN 978-4309014845
- ボクサ・フィットネス―体脂肪&ストレスKO!（2004年5月1日、日本文芸社）畑山隆則と共著 ISBN 978-4537202731
- じゃあの。（2007年7月10日、宝島社）ISBN 978-4796658737
- 竹原慎二のボコボコ相談室（2008年4月9日、小学館プロダクション）ISBN 978-4796870443
- 見落とされた癌（2017年6月21日、双葉社）ISBN 978-4575312614

### 漫画
- タナトス 〜むしけらの拳〜（小学館、全8巻）原案